# Estação de Diss
A Estação de Diss é a estação ferroviária que serve a cidade de com o mesmo nome, no condado de Norfolk, Inglaterra.